# Didymanthus roei
Didymanthus es un género monotípico de plantas fanerógamas pertenecientes a la familia Amaranthaceae. Su única especie:Didymanthus roei Endl., es originaria de Australia Occidental.

## Descripción
Es una planta perenne herbácea leñosa que alcanza un tamaño de 0,2-0,6 m de altura. Las flores de color rosa-rojo aparecen en agosto-noviembre. Se encuentra en los bancos de arena, amarilla o roja en salinas y lagos de Australia Occidental.

## Taxonomía
Didymanthus roei fue descrita por el botánico de Austria, numismático y sinólogo, Stephan Ladislaus Endlicher y publicado en Novarum Stirpium Decades 8, en el año 1839.